# Liste des monuments historiques de la Dordogne
Cet article évoque les monuments historiques du département de la Dordogne, en France.

## Généralités
Au 21 juillet 2025, la Dordogne compte 903 édifices comportant au moins une protection au titre des monuments historiques, dont 280 sont classés et 652 sont inscrits. Le total des monuments classés et inscrits est supérieur au nombre total de monuments protégés car plusieurs d'entre eux sont à la fois classés et inscrits.

## Listes
Afin de pouvoir fournir un panorama exhaustif des nombreux monuments historiques du département de la Dordogne, ceux-ci ont été regroupés dans plusieurs listes :
- par arrondissement :
  - Liste des monuments historiques de l'arrondissement de Bergerac
  - Liste des monuments historiques de l'arrondissement de Nontron
  - Liste des monuments historiques de l'arrondissement de Périgueux
  - Liste des monuments historiques de l'arrondissement de Sarlat-la-Canéda
- par commune recelant au moins 20 monuments historiques :
  - Liste des monuments historiques des Eyzies-de-Tayac-Sireuil
  - Liste des monuments historiques de Monpazier
  - Liste des monuments historiques de Périgueux
  - Liste des monuments historiques de Sarlat-la-Canéda

### Répartition des communes par rapport aux listes
Cette liste précise entre parenthèses les communes nouvelles de 2016, 2017, 2019 et 2022, et intègre les modifications de limites d'arrondissements de 2017.
| Commune                                                | Arrondissement   | Commune                                          | Arrondissement                       | Commune                                                 | Arrondissement                 |
| ------------------------------------------------------ | ---------------- | ------------------------------------------------ | ------------------------------------ | ------------------------------------------------------- | ------------------------------ |
| Abjat-sur-Bandiat                                      | Nontron          | Agonac                                           | Périgueux                            | Ajat                                                    | Sarlat-la-Canéda               |
| Allas-les-Mines                                        | Sarlat-la-Canéda | Allemans                                         | Périgueux                            | Alles-sur-Dordogne                                      | Bergerac                       |
| Angoisse                                               | Nontron          | Anlhiac                                          | Nontron                              | Annesse-et-Beaulieu                                     | Périgueux                      |
| Antonne-et-Trigonant                                   | Périgueux        | Archignac                                        | Sarlat-la-Canéda                     | Atur (Boulazac Isle Manoire)                            | Périgueux                      |
| Aubas                                                  | Sarlat-la-Canéda | Audrix                                           | Sarlat-la-Canéda                     | Augignac                                                | Nontron                        |
| Auriac-du-Périgord                                     | Sarlat-la-Canéda | Azerat                                           | Sarlat-la-Canéda                     | La Bachellerie                                          | Sarlat-la-Canéda               |
| Badefols-d'Ans                                         | Sarlat-la-Canéda | Badefols-sur-Dordogne                            | Bergerac                             | Baneuil                                                 | Bergerac                       |
| Bardou                                                 | Bergerac         | Bars                                             | Sarlat-la-Canéda                     | Bassillac (Bassillac et Auberoche)                      | Périgueux                      |
| Bayac                                                  | Bergerac         | Beaumont-du-Périgord (Beaumontois en Périgord)   | Bergerac                             | Beaupouyet                                              | Périgueux                      |
| Beauregard-de-Terrasson                                | Sarlat-la-Canéda | Beauregard-et-Bassac                             | Périgueux                            | Beauronne                                               | Périgueux                      |
| Beaussac (Mareuil en Périgord)                         | Nontron          | Beleymas                                         | Périgueux                            | Belvès (Pays de Belvès)                                 | Sarlat-la-Canéda               |
| Berbiguières                                           | Sarlat-la-Canéda | Bergerac                                         | Bergerac                             | Bertric-Burée                                           | Périgueux                      |
| Besse                                                  | Sarlat-la-Canéda | Beynac-et-Cazenac                                | Sarlat-la-Canéda                     | Bézenac (Castels et Bézenac)                            | Sarlat-la-Canéda               |
| Biras                                                  | Nontron          | Biron                                            | Bergerac                             | Blis-et-Born (Bassillac et Auberoche)                   | Périgueux                      |
| Boisse                                                 | Bergerac         | Boisseuilh                                       | Sarlat-la-Canéda                     | La Boissière-d'Ans (Cubjac-Auvézère-Val d'Ans)          | Nontron                        |
| Bonneville-et-Saint-Avit-de-Fumadières                 | Bergerac         | Borrèze                                          | Sarlat-la-Canéda                     | Bosset                                                  | Bergerac                       |
| Bouillac                                               | Bergerac         | Boulazac (Boulazac Isle Manoire)                 | Périgueux                            | Bouniagues                                              | Bergerac                       |
| Bourdeilles                                            | Nontron          | Le Bourdeix                                      | Nontron                              | Bourg-des-Maisons                                       | Périgueux                      |
| Bourg-du-Bost                                          | Périgueux        | Bourgnac                                         | Périgueux                            | Bourniquel                                              | Bergerac                       |
| Bourrou                                                | Périgueux        | Bouteilles-Saint-Sébastien                       | Périgueux                            | Bouzic                                                  | Sarlat-la-Canéda               |
| Brantôme (Brantôme en Périgord)                        | Nontron          | Breuilh (Sanilhac)                               | Périgueux                            | Brouchaud                                               | Nontron                        |
| Le Bugue                                               | Sarlat-la-Canéda | Le Buisson-de-Cadouin                            | Bergerac                             | Bussac                                                  | Nontron                        |
| Busserolles                                            | Nontron          | Bussière-Badil                                   | Nontron                              | Calès                                                   | Bergerac                       |
| Calviac-en-Périgord                                    | Sarlat-la-Canéda | Campagnac-lès-Quercy                             | Sarlat-la-Canéda                     | Campagne                                                | Sarlat-la-Canéda               |
| Campsegret                                             | Périgueux        | Cantillac (Brantôme en Périgord)                 | Nontron                              | Capdrot                                                 | Bergerac                       |
| Carlux                                                 | Sarlat-la-Canéda | Carsac-Aillac                                    | Sarlat-la-Canéda                     | Carsac-de-Gurson                                        | Bergerac                       |
| Carves                                                 | Sarlat-la-Canéda | La Cassagne                                      | Sarlat-la-Canéda                     | Castelnaud-la-Chapelle                                  | Sarlat-la-Canéda               |
| Castels (Castels et Bézenac)                           | Sarlat-la-Canéda | Cause-de-Clérans                                 | Bergerac                             | Cazoulès (Pechs-de-l'Espérance)                         | Sarlat-la-Canéda               |
| Celles                                                 | Périgueux        | Cénac-et-Saint-Julien                            | Sarlat-la-Canéda                     | Cendrieux (Val de Louyre et Caudeau)                    | Périgueux                      |
| Cercles (La Tour-Blanche-Cercles)                      | Périgueux        | Chalagnac                                        | Périgueux                            | Chalais                                                 | Nontron                        |
| Champagnac-de-Belair                                   | Nontron          | Champagne-et-Fontaine                            | Périgueux                            | Champcevinel                                            | Périgueux                      |
| Champeaux-et-la-Chapelle-Pommier (Mareuil en Périgord) | Nontron          | Champniers-et-Reilhac                            | Nontron                              | Champs-Romain                                           | Nontron                        |
| Chancelade                                             | Périgueux        | Le Change (Bassillac et Auberoche)               | Périgueux                            | Chantérac                                               | Périgueux                      |
| Chapdeuil                                              | Périgueux        | La Chapelle-Aubareil                             | Sarlat-la-Canéda                     | La Chapelle-Faucher                                     | Nontron                        |
| La Chapelle-Gonaguet                                   | Périgueux        | La Chapelle-Grésignac                            | Périgueux                            | La Chapelle-Montabourlet                                | Périgueux                      |
| La Chapelle-Montmoreau                                 | Nontron          | La Chapelle-Saint-Jean                           | Sarlat-la-Canéda                     | Chassaignes                                             | Périgueux                      |
| Château-l'Évêque                                       | Périgueux        | Châtres                                          | Sarlat-la-Canéda                     | Chavagnac (Les Coteaux Périgourdins)                    | Sarlat-la-Canéda               |
| Chenaud (Parcoul-Chenaud)                              | Périgueux        | Cherval                                          | Périgueux                            | Cherveix-Cubas                                          | Nontron                        |
| Chourgnac                                              | Sarlat-la-Canéda | Cladech                                          | Sarlat-la-Canéda                     | Clermont-de-Beauregard                                  | Périgueux                      |
| Clermont-d'Excideuil                                   | Nontron          | Colombier                                        | Bergerac                             | Coly (Coly-Saint-Amand)                                 | Sarlat-la-Canéda               |
| Comberanche-et-Épeluche                                | Périgueux        | Condat-sur-Trincou                               | Nontron                              | Condat-sur-Vézère                                       | Sarlat-la-Canéda               |
| Conne-de-Labarde                                       | Bergerac         | Connezac                                         | Nontron                              | La Coquille                                             | Nontron                        |
| Corgnac-sur-l'Isle                                     | Nontron          | Cornille                                         | Périgueux                            | Coubjours                                               | Sarlat-la-Canéda               |
| Coulaures                                              | Nontron          | Coulounieix-Chamiers                             | Périgueux                            | Coursac                                                 | Périgueux                      |
| Cours-de-Pile                                          | Bergerac         | Coutures                                         | Périgueux                            | Coux-et-Bigaroque (Coux et Bigaroque-Mouzens)           | Sarlat-la-Canéda               |
| Couze-et-Saint-Front                                   | Bergerac         | Creyssac                                         | Périgueux                            | Creysse                                                 | Bergerac                       |
| Creyssensac-et-Pissot                                  | Périgueux        | Cubjac (Cubjac-Auvézère-Val d'Ans)               | Nontron                              | Cunèges                                                 | Bergerac                       |
| Daglan                                                 | Sarlat-la-Canéda | Doissat                                          | Sarlat-la-Canéda                     | Domme                                                   | Sarlat-la-Canéda               |
| La Dornac                                              | Sarlat-la-Canéda | Douchapt                                         | Périgueux                            | Douville                                                | Périgueux                      |
| La Douze                                               | Périgueux        | Douzillac                                        | Périgueux                            | Dussac                                                  | Nontron                        |
| Échourgnac                                             | Périgueux        | Église-Neuve-de-Vergt                            | Périgueux                            | Église-Neuve-d'Issac                                    | Périgueux                      |
| Escoire                                                | Périgueux        | Étouars                                          | Nontron                              | Excideuil                                               | Nontron                        |
| Eygurande-et-Gardedeuil                                | Périgueux        | Eyliac (Bassillac et Auberoche)                  | Périgueux                            | Eymet                                                   | Bergerac                       |
| Eyvirat (Brantôme en Périgord)                         | Nontron          | Eyzerac                                          | Nontron                              | Les Eyzies-de-Tayac-Sireuil (Les Eyzies)                | MH des Eyzies-de-Tayac-Sireuil |
| Fanlac                                                 | Sarlat-la-Canéda | Les Farges                                       | Sarlat-la-Canéda                     | Faurilles                                               | Bergerac                       |
| Faux-en-Périgord                                       | Bergerac         | Festalemps (Saint Privat en Périgord)            | Périgueux                            | La Feuillade                                            | Sarlat-la-Canéda               |
| Firbeix                                                | Nontron          | Flaugeac (Sigoulès-et-Flaugeac)                  | Bergerac                             | Le Fleix                                                | Bergerac                       |
| Fleurac                                                | Sarlat-la-Canéda | Florimont-Gaumier                                | Sarlat-la-Canéda                     | Fonroque                                                | Bergerac                       |
| La Force                                               | Bergerac         | Fossemagne                                       | Sarlat-la-Canéda                     | Fougueyrolles                                           | Bergerac                       |
| Fouleix                                                | Périgueux        | Fraisse                                          | Bergerac                             | Gabillou                                                | Sarlat-la-Canéda               |
| Gageac-et-Rouillac                                     | Bergerac         | Gardonne                                         | Bergerac                             | Gaugeac                                                 | Bergerac                       |
| Génis                                                  | Nontron          | Ginestet                                         | Bergerac                             | La Gonterie-Boulouneix (Brantôme en Périgord)           | Nontron                        |
| Gout-Rossignol                                         | Périgueux        | Grand-Brassac                                    | Périgueux                            | Granges-d'Ans                                           | Sarlat-la-Canéda               |
| Les Graulges (Mareuil en Périgord)                     | Nontron          | Grèzes (Les Coteaux Périgourdins)                | Sarlat-la-Canéda                     | Grignols                                                | Périgueux                      |
| Grives                                                 | Sarlat-la-Canéda | Groléjac                                         | Sarlat-la-Canéda                     | Grun-Bordas                                             | Périgueux                      |
| Hautefaye                                              | Nontron          | Hautefort                                        | Sarlat-la-Canéda                     | Issac                                                   | Périgueux                      |
| Issigeac                                               | Bergerac         | Jaure                                            | Périgueux                            | Javerlhac-et-la-Chapelle-Saint-Robert                   | Nontron                        |
| Jayac                                                  | Sarlat-la-Canéda | La Jemaye (La Jemaye-Ponteyraud)                 | Périgueux                            | Journiac                                                | Sarlat-la-Canéda               |
| Jumilhac-le-Grand                                      | Nontron          | Labouquerie (Beaumontois en Périgord)            | Bergerac                             | Lacropte                                                | Périgueux                      |
| Lalinde                                                | Bergerac         | Lamonzie-Montastruc                              | Bergerac                             | Lamonzie-Saint-Martin                                   | Bergerac                       |
| Lamothe-Montravel                                      | Bergerac         | Lanouaille                                       | Nontron                              | Lanquais                                                | Bergerac                       |
| Le Lardin-Saint-Lazare                                 | Sarlat-la-Canéda | Larzac                                           | Sarlat-la-Canéda                     | Lavalade                                                | Bergerac                       |
| Lavaur                                                 | Sarlat-la-Canéda | Laveyssière (Eyraud-Crempse-Maurens)             | Périgueux                            | Les Lèches                                              | Périgueux                      |
| Léguillac-de-Cercles (Mareuil en Périgord)             | Nontron          | Léguillac-de-l'Auche                             | Périgueux                            | Lembras                                                 | Bergerac                       |
| Lempzours                                              | Nontron          | Ligueux (Sorges et Ligueux en Périgord)          | Périgueux                            | Limeuil                                                 | Sarlat-la-Canéda               |
| Limeyrat                                               | Sarlat-la-Canéda | Liorac-sur-Louyre                                | Bergerac                             | Lisle                                                   | Périgueux                      |
| Lolme                                                  | Bergerac         | Loubejac                                         | Sarlat-la-Canéda                     | Lunas                                                   | Bergerac                       |
| Lusignac                                               | Périgueux        | Lussas-et-Nontronneau                            | Nontron                              | Manaurie (Les Eyzies)                                   | Sarlat-la-Canéda               |
| Manzac-sur-Vern                                        | Périgueux        | Marcillac-Saint-Quentin                          | Sarlat-la-Canéda                     | Mareuil (Mareuil en Périgord)                           | Nontron                        |
| Marnac                                                 | Sarlat-la-Canéda | Marquay                                          | Sarlat-la-Canéda                     | Marsac-sur-l'Isle                                       | Périgueux                      |
| Marsalès                                               | Bergerac         | Marsaneix (Sanilhac)                             | Périgueux                            | Maurens (Eyraud-Crempse-Maurens)                        | Périgueux                      |
| Mauzac-et-Grand-Castang                                | Bergerac         | Mauzens-et-Miremont                              | Sarlat-la-Canéda                     | Mayac                                                   | Nontron                        |
| Mazeyrolles                                            | Sarlat-la-Canéda | Ménesplet                                        | Périgueux                            | Mensignac                                               | Périgueux                      |
| Mescoules                                              | Bergerac         | Meyrals                                          | Sarlat-la-Canéda                     | Mialet                                                  | Nontron                        |
| Milhac-d'Auberoche (Bassillac et Auberoche)            | Périgueux        | Milhac-de-Nontron                                | Nontron                              | Minzac                                                  | Bergerac                       |
| Molières                                               | Bergerac         | Monbazillac                                      | Bergerac                             | Monestier                                               | Bergerac                       |
| Monfaucon                                              | Bergerac         | Monmadalès                                       | Bergerac                             | Monmarvès                                               | Bergerac                       |
| Monpazier                                              | MH de Monpazier  | Monplaisant                                      | Sarlat-la-Canéda                     | Monsac                                                  | Bergerac                       |
| Monsaguel                                              | Bergerac         | Monsec (Mareuil en Périgord)                     | Nontron                              | Montagnac-d'Auberoche                                   | Sarlat-la-Canéda               |
| Montagnac-la-Crempse                                   | Périgueux        | Montagrier                                       | Périgueux                            | Montaut                                                 | Bergerac                       |
| Montazeau                                              | Bergerac         | Montcaret                                        | Bergerac                             | Montferrand-du-Périgord                                 | Bergerac                       |
| Montignac-Lascaux                                      | Sarlat-la-Canéda | Montpeyroux                                      | Bergerac                             | Montpon-Ménestérol                                      | Périgueux                      |
| Montrem                                                | Périgueux        | Mouleydier                                       | Bergerac                             | Moulin-Neuf                                             | Périgueux                      |
| Mouzens (Coux et Bigaroque-Mouzens)                    | Sarlat-la-Canéda | Mussidan                                         | Périgueux                            | Nabirat                                                 | Sarlat-la-Canéda               |
| Nadaillac                                              | Sarlat-la-Canéda | Nailhac                                          | Sarlat-la-Canéda                     | Nanteuil-Auriac-de-Bourzac                              | Périgueux                      |
| Nantheuil                                              | Nontron          | Nanthiat                                         | Nontron                              | Nastringues                                             | Bergerac                       |
| Naussannes                                             | Bergerac         | Négrondes                                        | Nontron                              | Neuvic                                                  | Périgueux                      |
| Nojals-et-Clotte (Beaumontois en Périgord)             | Bergerac         | Nontron                                          | Nontron                              | Notre-Dame-de-Sanilhac (Sanilhac)                       | Périgueux                      |
| Orliac                                                 | Sarlat-la-Canéda | Orliaguet (Pechs-de-l'Espérance)                 | Sarlat-la-Canéda                     | Parcoul (Parcoul-Chenaud)                               | Périgueux                      |
| Paulin                                                 | Sarlat-la-Canéda | Paunat                                           | Périgueux                            | Paussac-et-Saint-Vivien                                 | Périgueux                      |
| Payzac                                                 | Nontron          | Pazayac                                          | Sarlat-la-Canéda                     | Périgueux                                               | MH de Périgueux                |
| Petit-Bersac                                           | Périgueux        | Peyrignac                                        | Sarlat-la-Canéda                     | Peyrillac-et-Millac (Pechs-de-l'Espérance)              | Sarlat-la-Canéda               |
| Peyzac-le-Moustier                                     | Sarlat-la-Canéda | Pezuls                                           | Bergerac                             | Piégut-Pluviers                                         | Nontron                        |
| Le Pizou                                               | Périgueux        | Plaisance                                        | Bergerac                             | Plazac                                                  | Sarlat-la-Canéda               |
| Pomport                                                | Bergerac         | Ponteyraud (La Jemaye-Ponteyraud)                | Périgueux                            | Pontours                                                | Bergerac                       |
| Port-Sainte-Foy-et-Ponchapt                            | Bergerac         | Prats-de-Carlux                                  | Sarlat-la-Canéda                     | Prats-du-Périgord                                       | Sarlat-la-Canéda               |
| Pressignac-Vicq                                        | Bergerac         | Preyssac-d'Excideuil                             | Nontron                              | Prigonrieux                                             | Bergerac                       |
| Proissans                                              | Sarlat-la-Canéda | Puymangou (Saint Aulaye-Puymangou)               | Périgueux                            | Puyrenier (Mareuil en Périgord)                         | Nontron                        |
| Queyssac                                               | Bergerac         | Quinsac                                          | Nontron                              | Rampieux                                                | Bergerac                       |
| Razac-de-Saussignac                                    | Bergerac         | Razac-d'Eymet                                    | Bergerac                             | Razac-sur-l'Isle                                        | Périgueux                      |
| Ribagnac                                               | Bergerac         | Ribérac                                          | Périgueux                            | La Rochebeaucourt-et-Argentine                          | Nontron                        |
| La Roche-Chalais                                       | Périgueux        | La Roque-Gageac                                  | Sarlat-la-Canéda                     | Rouffignac-de-Sigoulès                                  | Bergerac                       |
| Rouffignac-Saint-Cernin-de-Reilhac                     | Sarlat-la-Canéda | Rudeau-Ladosse                                   | Nontron                              | Sadillac                                                | Bergerac                       |
| Sagelat                                                | Sarlat-la-Canéda | Saint-Agne                                       | Bergerac                             | Saint-Amand-de-Belvès (Pays de Belvès)                  | Sarlat-la-Canéda               |
| Saint-Amand-de-Coly (Coly-Saint-Amand)                 | Sarlat-la-Canéda | Saint-Amand-de-Vergt                             | Périgueux                            | Saint-André-d'Allas                                     | Sarlat-la-Canéda               |
| Saint-André-de-Double                                  | Périgueux        | Saint-Antoine-Cumond (Saint Privat en Périgord)  | Périgueux                            | Saint-Antoine-d'Auberoche (Bassillac et Auberoche)      | Périgueux                      |
| Saint-Antoine-de-Breuilh                               | Bergerac         | Saint-Aquilin                                    | Périgueux                            | Saint-Astier                                            | Périgueux                      |
| Saint-Aubin-de-Cadelech                                | Bergerac         | Saint-Aubin-de-Lanquais                          | Bergerac                             | Saint-Aubin-de-Nabirat                                  | Sarlat-la-Canéda               |
| Saint-Aulaye (Saint Aulaye-Puymangou)                  | Périgueux        | Saint-Avit-de-Vialard                            | Sarlat-la-Canéda                     | Saint-Avit-Rivière                                      | Bergerac                       |
| Saint-Avit-Sénieur                                     | Bergerac         | Saint-Barthélemy-de-Bellegarde                   | Périgueux                            | Saint-Barthélemy-de-Bussière                            | Nontron                        |
| Saint-Capraise-de-Lalinde                              | Bergerac         | Saint-Capraise-d'Eymet                           | Bergerac                             | Saint-Cassien                                           | Bergerac                       |
| Saint-Cernin-de-Labarde                                | Bergerac         | Saint-Cernin-de-l'Herm                           | Sarlat-la-Canéda                     | Saint-Chamassy                                          | Sarlat-la-Canéda               |
| Saint-Cirq (Les Eyzies)                                | Sarlat-la-Canéda | Saint-Crépin-d'Auberoche                         | Périgueux                            | Saint-Crépin-de-Richemont (Brantôme en Périgord)        | Nontron                        |
| Saint-Crépin-et-Carlucet                               | Sarlat-la-Canéda | Saint-Cybranet                                   | Sarlat-la-Canéda                     | Saint-Cyprien                                           | Sarlat-la-Canéda               |
| Saint-Cyr-les-Champagnes                               | Nontron          | Sainte-Alvère (Val de Louyre et Caudeau)         | Périgueux (Val de Louyre et Caudeau) | Sainte-Croix                                            | Bergerac                       |
| Sainte-Croix-de-Mareuil                                | Nontron          | Sainte-Eulalie-d'Ans                             | Sarlat-la-Canéda                     | Sainte-Eulalie-d'Eymet (Saint-Julien-Innocence-Eulalie) | Bergerac                       |
| Sainte-Foy-de-Belvès                                   | Sarlat-la-Canéda | Sainte-Foy-de-Longas                             | Bergerac                             | Sainte-Innocence (Saint-Julien-Innocence-Eulalie)       | Bergerac                       |
| Sainte-Marie-de-Chignac (Boulazac Isle Manoire)        | Périgueux        | Sainte-Mondane                                   | Sarlat-la-Canéda                     | Sainte-Nathalène                                        | Sarlat-la-Canéda               |
| Sainte-Orse                                            | Sarlat-la-Canéda | Sainte-Radegonde                                 | Bergerac                             | Sainte-Sabine-Born (Beaumontois en Périgord)            | Bergerac                       |
| Saint-Estèphe                                          | Nontron          | Saint-Étienne-de-Puycorbier                      | Périgueux                            | Sainte-Trie                                             | Sarlat-la-Canéda               |
| Saint-Félix-de-Bourdeilles                             | Nontron          | Saint-Félix-de-Reillac-et-Mortemart              | Sarlat-la-Canéda                     | Saint-Félix-de-Villadeix                                | Bergerac                       |
| Saint-Front-d'Alemps                                   | Nontron          | Saint-Front-de-Pradoux                           | Périgueux                            | Saint-Front-la-Rivière                                  | Nontron                        |
| Saint-Front-sur-Nizonne                                | Nontron          | Saint-Geniès                                     | Sarlat-la-Canéda                     | Saint-Georges-Blancaneix                                | Bergerac                       |
| Saint-Georges-de-Montclard                             | Périgueux        | Saint-Géraud-de-Corps                            | Bergerac                             | Saint-Germain-de-Belvès                                 | Sarlat-la-Canéda               |
| Saint-Germain-des-Prés                                 | Nontron          | Saint-Germain-du-Salembre                        | Périgueux                            | Saint-Germain-et-Mons                                   | Bergerac                       |
| Saint-Géry                                             | Bergerac         | Saint-Geyrac                                     | Périgueux                            | Saint-Hilaire-d'Estissac                                | Périgueux                      |
| Saint-Jean-d'Ataux                                     | Périgueux        | Saint-Jean-de-Côle                               | Nontron                              | Saint-Jean-d'Estissac                                   | Périgueux                      |
| Saint-Jean-d'Eyraud (Eyraud-Crempse-Maurens)           | Périgueux        | Saint-Jory-de-Chalais                            | Nontron                              | Saint-Jory-las-Bloux                                    | Nontron                        |
| Saint-Julien-de-Bourdeilles (Brantôme en Périgord)     | Nontron          | Saint-Julien-de-Crempse (Eyraud-Crempse-Maurens) | Périgueux                            | Saint-Julien-de-Lampon                                  | Sarlat-la-Canéda               |
| Saint-Julien-d'Eymet (Saint-Julien-Innocence-Eulalie)  | Bergerac         | Saint-Just                                       | Périgueux                            | Saint-Laurent-des-Bâtons (Val de Louyre et Caudeau)     | Périgueux                      |
| Saint-Laurent-des-Hommes                               | Périgueux        | Saint-Laurent-des-Vignes                         | Bergerac                             | Saint-Laurent-la-Vallée                                 | Sarlat-la-Canéda               |
| Saint-Laurent-sur-Manoire (Boulazac Isle Manoire)      | Périgueux        | Saint-Léon-d'Issigeac                            | Bergerac                             | Saint-Léon-sur-l'Isle                                   | Périgueux                      |
| Saint-Léon-sur-Vézère                                  | Sarlat-la-Canéda | Saint-Louis-en-l'Isle                            | Périgueux                            | Saint-Mayme-de-Péreyrol                                 | Périgueux                      |
| Saint-Marcel-du-Périgord                               | Bergerac         | Saint-Marcory                                    | Bergerac                             | Saint-Martial-d'Albarède                                | Nontron                        |
| Saint-Martial-d'Artenset                               | Périgueux        | Saint-Martial-de-Nabirat                         | Sarlat-la-Canéda                     | Saint-Martial-de-Valette                                | Nontron                        |
| Saint-Martial-Viveyrol                                 | Périgueux        | Saint-Martin-de-Fressengeas                      | Nontron                              | Saint-Martin-de-Gurson                                  | Bergerac                       |
| Saint-Martin-de-Ribérac                                | Périgueux        | Saint-Martin-des-Combes                          | Périgueux                            | Saint-Martin-l'Astier                                   | Périgueux                      |
| Saint-Martin-le-Pin                                    | Nontron          | Saint-Méard-de-Drône                             | Périgueux                            | Saint-Méard-de-Gurçon                                   | Bergerac                       |
| Saint-Médard-de-Mussidan                               | Périgueux        | Saint-Médard-d'Excideuil                         | Nontron                              | Saint-Mesmin                                            | Nontron                        |
| Saint-Michel-de-Double                                 | Périgueux        | Saint-Michel-de-Montaigne                        | Bergerac                             | Saint-Michel-de-Villadeix                               | Périgueux                      |
| Saint-Nexans                                           | Bergerac         | Saint-Pancrace                                   | Nontron                              | Saint-Pantaly-d'Ans (Cubjac-Auvézère-Val d'Ans)         | Nontron                        |
| Saint-Pantaly-d'Excideuil                              | Nontron          | Saint-Pardoux-de-Drône                           | Périgueux                            | Saint-Pardoux-et-Vielvic                                | Sarlat-la-Canéda               |
| Saint-Pardoux-la-Rivière                               | Nontron          | Saint-Paul-de-Serre                              | Périgueux                            | Saint-Paul-la-Roche                                     | Nontron                        |
| Saint-Paul-Lizonne                                     | Périgueux        | Saint-Perdoux                                    | Bergerac                             | Saint-Pierre-de-Chignac                                 | Périgueux                      |
| Saint-Pierre-de-Côle                                   | Nontron          | Saint-Pierre-de-Frugie                           | Nontron                              | Saint-Pierre-d'Eyraud                                   | Bergerac                       |
| Saint-Pompon                                           | Sarlat-la-Canéda | Saint-Priest-les-Fougères                        | Nontron                              | Saint-Privat-des-Prés (Saint Privat en Périgord)        | Périgueux                      |
| Saint-Rabier                                           | Sarlat-la-Canéda | Saint-Raphaël                                    | Nontron                              | Saint-Rémy                                              | Bergerac                       |
| Saint-Romain-de-Monpazier                              | Bergerac         | Saint-Romain-et-Saint-Clément                    | Nontron                              | Saint-Saud-Lacoussière                                  | Nontron                        |
| Saint-Sauveur                                          | Bergerac         | Saint-Sauveur-Lalande                            | Périgueux                            | Saint-Seurin-de-Prats                                   | Bergerac                       |
| Saint-Séverin-d'Estissac                               | Périgueux        | Saint-Sulpice-de-Mareuil (Mareuil en Périgord)   | Nontron                              | Saint-Sulpice-de-Roumagnac                              | Périgueux                      |
| Saint-Sulpice-d'Excideuil                              | Nontron          | Saint-Victor                                     | Périgueux                            | Saint-Vincent-de-Connezac                               | Périgueux                      |
| Saint-Vincent-de-Cosse                                 | Sarlat-la-Canéda | Saint-Vincent-Jalmoutiers                        | Périgueux                            | Saint-Vincent-le-Paluel                                 | Sarlat-la-Canéda               |
| Saint-Vincent-sur-l'Isle                               | Nontron          | Saint-Vivien                                     | Bergerac                             | Salagnac                                                | Nontron                        |
| Salignac-Eyvigues                                      | Sarlat-la-Canéda | Salles-de-Belvès                                 | Sarlat-la-Canéda                     | Salon                                                   | Périgueux                      |
| Sarlande                                               | Nontron          | Sarlat-la-Canéda                                 | MH de Sarlat-la-Canéda               | Sarliac-sur-l'Isle                                      | Périgueux                      |
| Sarrazac                                               | Nontron          | Saussignac                                       | Bergerac                             | Savignac-de-Miremont                                    | Sarlat-la-Canéda               |
| Savignac-de-Nontron                                    | Nontron          | Savignac-Lédrier                                 | Nontron                              | Savignac-les-Églises                                    | Périgueux                      |
| Sceau-Saint-Angel                                      | Nontron          | Segonzac                                         | Périgueux                            | Sencenac-Puy-de-Fourches (Brantôme en Périgord)         | Nontron                        |
| Sergeac                                                | Sarlat-la-Canéda | Serres-et-Montguyard                             | Bergerac                             | Servanches                                              | Périgueux                      |
| Sigoulès (Sigoulès-et-Flaugeac)                        | Bergerac         | Simeyrols                                        | Sarlat-la-Canéda                     | Singleyrac                                              | Bergerac                       |
| Siorac-de-Ribérac                                      | Périgueux        | Siorac-en-Périgord                               | Sarlat-la-Canéda                     | Sorges (Sorges et Ligueux en Périgord)                  | Périgueux                      |
| Soudat                                                 | Nontron          | Soulaures                                        | Bergerac                             | Sourzac                                                 | Périgueux                      |
| Tamniès                                                | Sarlat-la-Canéda | Teillots                                         | Sarlat-la-Canéda                     | Temple-Laguyon                                          | Sarlat-la-Canéda               |
| Terrasson-Lavilledieu                                  | Sarlat-la-Canéda | Teyjat                                           | Nontron                              | Thénac                                                  | Bergerac                       |
| Thenon                                                 | Sarlat-la-Canéda | Thiviers                                         | Nontron                              | Thonac                                                  | Sarlat-la-Canéda               |
| Tocane-Saint-Apre                                      | Périgueux        | La Tour-Blanche (La Tour-Blanche-Cercles)        | Périgueux                            | Tourtoirac                                              | Sarlat-la-Canéda               |
| Trélissac                                              | Périgueux        | Trémolat                                         | Bergerac                             | Tursac                                                  | Sarlat-la-Canéda               |
| Urval                                                  | Bergerac         | Valeuil (Brantôme en Périgord)                   | Nontron                              | Vallereuil                                              | Périgueux                      |
| Valojoulx                                              | Sarlat-la-Canéda | Vanxains                                         | Périgueux                            | Varaignes                                               | Nontron                        |
| Varennes                                               | Bergerac         | Vaunac                                           | Nontron                              | Vélines                                                 | Bergerac                       |
| Vendoire                                               | Périgueux        | Verdon                                           | Bergerac                             | Vergt                                                   | Périgueux                      |
| Vergt-de-Biron                                         | Bergerac         | Verteillac                                       | Périgueux                            | Veyrignac                                               | Sarlat-la-Canéda               |
| Veyrines-de-Domme                                      | Sarlat-la-Canéda | Veyrines-de-Vergt                                | Périgueux                            | Vézac                                                   | Sarlat-la-Canéda               |
| Vieux-Mareuil (Mareuil en Périgord)                    | Nontron          | Villac                                           | Sarlat-la-Canéda                     | Villamblard                                             | Périgueux                      |
| Villars                                                | Nontron          | Villefranche-de-Lonchat                          | Bergerac                             | Villefranche-du-Périgord                                | Sarlat-la-Canéda               |
| Villetoureix                                           | Périgueux        | Vitrac                                           | Sarlat-la-Canéda                     |                                                         |                                |